# Asch-Schaʿb (Bagdad)
Asch-Schaʿb (arabisch الشعب, DMG aš-Šaʿb; auch al-Schaab) ist ein Stadtteil von Bagdad im Nordosten des Stadtbezirks al-Aʿzamiyya. Er ist unterteilt in die Stadtteile Ost, Süd und Nord. Die Bewohner sind überwiegend schiitisch.
Am 16. Mai 2016 wurden in asch-Schaʿb 38 Menschen bei einem Anschlag durch eine Autobombe getötet.